# Brave New World (album)
Brave New World (dansk: fagre nye verden) er det tolvte studiealbum fra Iron Maiden. Det blev udgivet 30. maj 2000. Albummet markerede en tilbagevenden til bandet for tidligere forsanger Bruce Dickinson og guitarist Adrian Smith. Det blev bandets første studiealbum med tre guitarister da Janick Gers blev i bandet på trods af tilføjelsen. Albummet blev godt modtaget blandt fans og The Wicker Man", "Ghost of the Navigator", "Brave New World" og "Blood Brothers" har alle etableret sig som blivende sange.
Albummets illustrationer og titelsang refererer til bogen Fagre nye verden skrevet af Aldous Huxley. Den øverste halvdel af albummets illustration er lavet af Derek Riggs. Dette skulle blive den sidste af Riggs tegninger for bandet, der blev brugt på en pladeudgivelse.
Sangene "The Wicker Man" og "Out of the Silent Planet" blev udgivet som singler.

## Numre
1. "The Wicker Man" (Adrian Smith, Steve Harris, Bruce Dickinson) – 4:35
2. "Ghost of the Navigator" (Janick Gers, Dickinson, Harris) – 6:50
3. "Brave New World" (Dave Murray, Harris, Dickinson) – 6:18
4. "Blood Brothers" (Harris) – 7:14
5. "The Mercenary" (Gers, Harris) – 4:42
6. "Dream of Mirrors" (Gers, Harris) – 9:21
7. "The Fallen Angel" (Smith, Harris) – 4:00
8. "The Nomad" (Murray, Harris) – 9:05
9. "Out of the Silent Planet" (Gers, Dickinson, Harris) – 6:25
10. "The Thin Line Between Love and Hate" (Murray, Harris) – 8:27

## Musikere
- Bruce Dickinson – sanger
- Dave Murray – guitar
- Janick Gers – guitar
- Adrian Smith – guitar, bagvokal
- Steve Harris – basguitar, bagvokal, keyboards
- Nicko McBrain – trommer
- Michael Kenney – keyboards

## Produktion
- Producere: Steve Harris, Kevin "Caveman" Shirley
- Engineers: Denis Caribaux, Kevin "Caveman" Shirley
- Mixing: Kevin "Caveman" Shirley
- Mastering: George Marino
- A&R: James Diener, John Kalodner
- Assistenter: Nicholas Meyer, Rory Romano